# Złotosłonka bengalska
Złotosłonka bengalska, dziobówka (Rostratula benghalensis) – gatunek średniej wielkości ptaka z rodziny złotosłonek (Rostratulidae). Zasiedla Afrykę Subsaharyjską oraz południową, południowo-wschodnią i wschodnią Azję.

## Systematyka
Opisana w 1758 roku przez szwedzkiego przyrodnika Karola Linneusza pod nazwą Rallus benghalensis, w dziele Systema Naturae, wyd. 10, str. 153. Okaz, na podstawie którego opisano gatunek, pochodził z Bengalu (stąd nazwa). Dawniej wyróżniano dwa podgatunki R. benghalensis: R. b. benghalensis i R. b. australis. Obecnie takson australis jest traktowany przez większość systematyków jako odrębny gatunek: złotosłonka australijska.

## Morfologia
Złotosłonka bengalska jest wielkości kosa. Występuje bardzo wyraźny dymorfizm płciowy; samica bardziej kolorowa niż samiec. Ma ona rdzawą szyję i głowę, szarzejącą ku górze. Przez wierzch głowy biegnie dosyć cienki, żółtawy pasek. Ma czarno-białą maskę. Pierś czarna z białą półobrożą, wierzch ciała szary, spód biały. Dziób początkowo szary, potem żółcieje. Samiec podobny do polskiej słonki, ale na spodzie ciała biały, posiada podobną do samiczej maskę i ma złotożółte prążki na skrzydłach.

### Wymiary
Złotosłonka bengalska mierzy 23–26 cm, w tym ogon to 4,1–4,5 cm i dziób 4,6–5,1 cm. Rozpiętość skrzydeł wynosi 50–55 cm, natomiast długość samego skrzydła 12,5–13,3 cm. Masa ciała to około 125–130 g.

## Występowanie
Złotosłonka bengalska występuje w południowej, południowo-wschodniej i wschodniej Azji oraz w Afryce Subsaharyjskiej (włączając Madagaskar), także w północnym Egipcie. Zasięg w Azji sięga na zachód do Pakistanu i na wschód po centralną Japonię, Tajwan, Filipiny i Indonezję.
Zasiedla płytkie, zarośnięte mokradła, bagna oraz pola ryżowe.

## Biologia
Najaktywniejsza o świcie i zmierzchu, przebywa w grupach. Jest skryta, przebywa w gęstej roślinności. Niepokojona nieruchomieje. W razie zagrożenia ptaki obu płci ciągną skrzydła po ziemi, rozkładają ogon, a czasami wydają także głośne gwizdy. Wydają się przez to większe, widać także intensywne barwy. Pożywienia szuka o zmierzchu, samotnie, w parach albo małych, luźnych grupach.

### Pożywienie
Sonduje dziobem miękki muł oraz płytką wodę, szukając mięczaków, skorupiaków i skąposzczetów. Zjada także nasiona roślin z rodzajów Bromus i Atriplex oraz Heliotropium supimum.

### Głos
Zazwyczaj odzywa się samica. Jednym z dźwięków jest miękkie, przypominające dmuchanie do butelki „koo-oo koo-oo”. Wydaje także przenikliwe „cook-cook-cook”, zazwyczaj o zmierzchu lub świcie. Spłoszone lub zaniepokojone ptaki robią „kek”, „kak” lub „kit”.

### Rozród

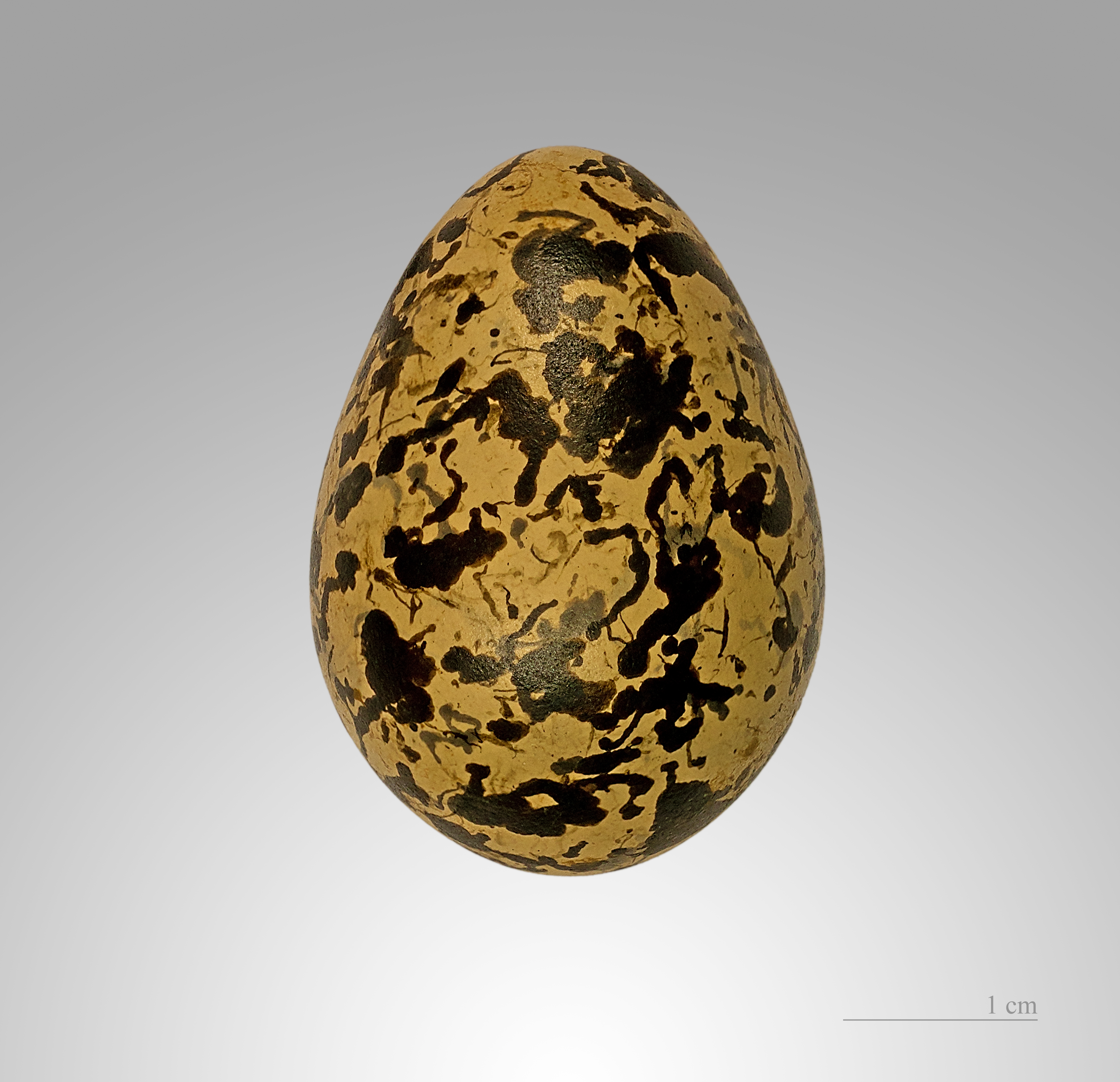
Jajo z kolekcji muzealnej

Role są odwrócone, samica walczy z innymi samicami o terytorium i samce. Wygrywa największa i najintensywniej ubarwiona, każdemu samcowi składa 4–6 jaj oraz powierza mu opiekę nad lęgiem. Inkubacja trwa 17–19 dni.

## Status
IUCN uznaje złotosłonkę bengalską za gatunek najmniejszej troski (LC, Least Concern). Liczebność światowej populacji, według szacunków organizacji Wetlands International z 2023 roku, mieści się w przedziale 50–230 tysięcy osobników. Globalny trend liczebności populacji nie jest znany.